# Wig Wam
Pour les articles homonymes, voir Wigwam (homonymie).
Wig Wam est un groupe de glam metal norvégien, fondé en 2001 qui s'inspire du style des groupes de rock américains des années 1980.

## Biographie

### Débuts
Le groupe Wig Wam est formé en 2001. Les quatre membres du groupe sont alors déjà actifs et reconnus dans le monde de la musique, chacun ayant eu diverses expériences en solo ou en groupe. Le groupe commence sa carrière en multipliant les concerts. En dépit de leurs réelles origines norvégiennes, le groupe romance son histoire en racontant s'être formé le 1er avril 1970, dans le Bronx, « le quartier polonais de New York ». Ils prétendent avoir publié les années suivantes plusieurs albums dont The Black and Red Album en 1974, et The Yellow Purple Brown and Black Album en 1975, chacun vendus à plusieurs centaines d'exemplaires. La légende affirme également que le groupe émigre en Norvège en 1976.
Wig Wam publie finalement son premier album, intitulé 667 ... The Neighbour of the Beast, en Norvège et en Suède, en 2004, au label Global Import Music,. L'album comprend entre autres une reprise du tube I Turn to You de Mel. C, ancienne membre des Spice Girls.

### Eurovision et séparation

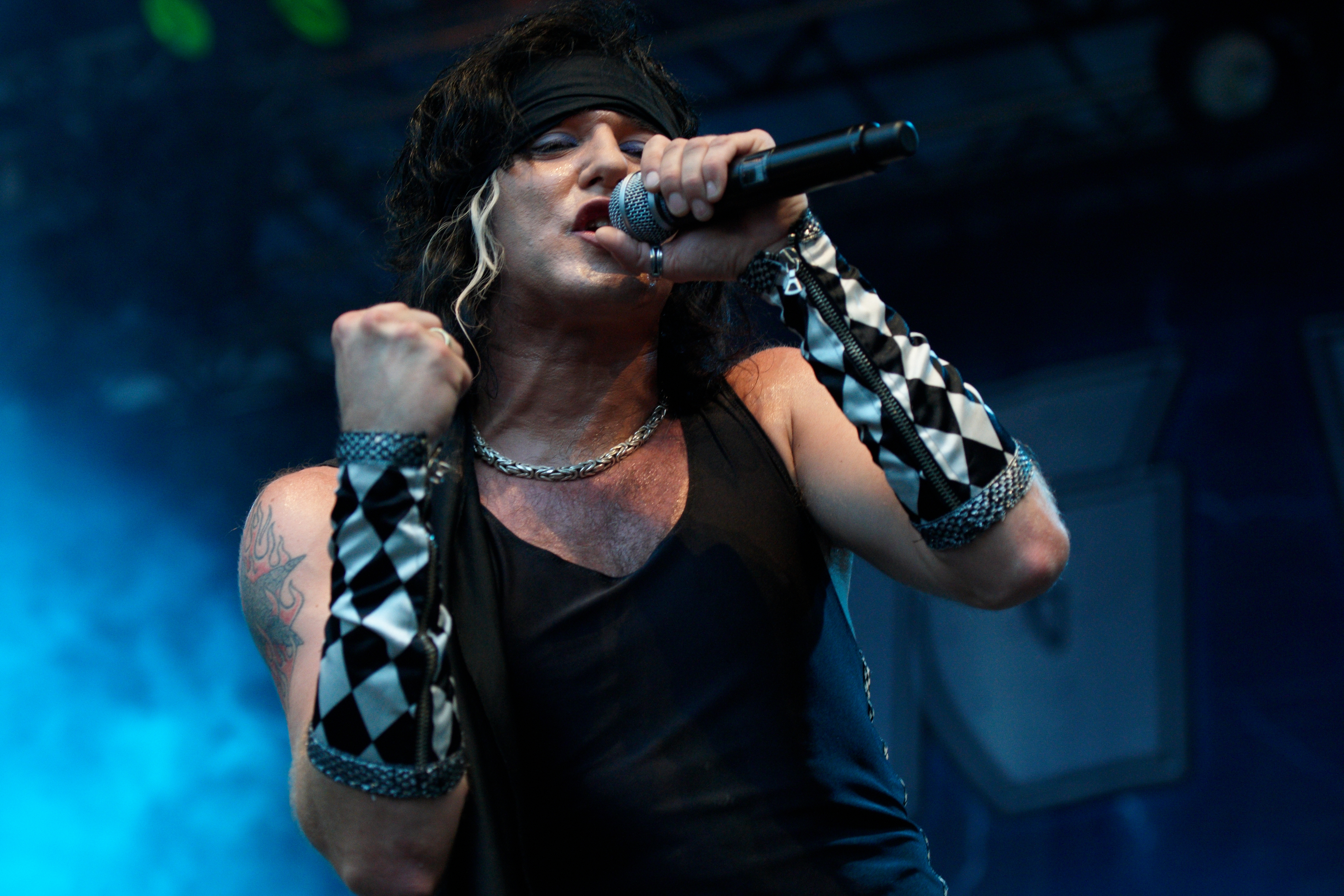
Åge Sten Nilsen, chanteur du groupe norvégien Wig Wam.

Wig Wam participe aux qualifications pour l'Eurovision 2004, mais le groupe ne finit qu'à la troisième place des présélections norvégiennes, échouant face au chanteur Knut Anders Sørum, qui finit dernier du Concours Eurovision. Le leader du groupe, Glam, prenait également part aux présélections en solo en 1998 sous le pseudo G'sten, et finit troisième.
Le groupe retente sa chance en 2005 et remporte les présélections norvégiennes (sur vote des téléspectateurs norvégiens). Durant l'Eurovision 2005 qui s'est déroulé à Kiev, Wig Wam porte la Norvège à la neuvième place avec la chanson In My Dreams, écrite par le guitariste Teeny. Le slogan du groupe est « rock 'n' roll is the new schlager », le schlager étant un style de musique populaire composé de ballades sentimentales avec des airs facilement mémorisables. La participation du groupe à l'Eurovision leur permet de rééditer leur deuxième album pour qu'il soit diffusé en Europe. In my Dreams vient remplacer dans l'album la chanson Hard to Be a Rock 'N' Roller (Radio Edit) ; l'album est également renommé pour l'occasion Hard to be A Rock 'N' Roller... in Kiev !
Un autre album est publié en 2006, Wig Wamania. Puis en 2007 c'est autour d'un album live, Live in Tokyo, de voir le jour. En janvier 2010 sort l'album Non Stop Rock'n'Roll. Le dernier album de Wig Wam, Wall Street, sort en 2012, et est vendu avec le label français Harmonia Mundi. En mars 2014, le groupe annonce sa séparation après treize ans d'activité.

### Réunion et Never Say Die
Wig Wam se reforme en 2017, et sort son nouvel album, Never Say Die.

## Membres
- Glam (Åge Sten Nilsen) — chant
- Teeny (Trond Holter) — guitare
- Flash (Bernt Jansen) — basse
- Sporty (Øystein Andersen) — batterie

## Discographie

### Albums studio
- 2004 : 667... The Neighbour of the Beast
- 2005 : Hard to Be a Rock'n'Roller
- 2005 : Hard to Be a Rock'n'Roller.. in Kiev!
- 2006 : Wig Wamania
- 2007 : Live in Tokyo
- 2010 : Non Stop Rock'n'Roll
- 2012 : Wall Street
- 2021 : Never Say Die
- 2023 : Out of the Dark

### Singles
- 2004 : Crazy Things
- 2004 : I Turn To You/Crazy Things
- 2004 : Hard To Be A Rock'n'Roller/The Drop
- 2005 : In My Dreams/Out of Time
- 2005 : Bless the Night/Dschengis Khan (live)/Bless The Night Video
- 2006 : Daredevil Heat
- 2006 : Bygone Zone
- 2006 : At the End of the Day
- 2007 : Gonna Get You Someday
- 2010 : Do Ya Wanna Taste It
- 2012 : Wall Street
- 2020 : Never Say Die